# Gregoria Apaza
Gregoria Apaza Nina (Ayo Ayo, provincia de Sica Sica, c. 1751-La Paz, 6 de septiembre de 1782) fue una heroína y revolucionaria indígena aimara que lideró, junto a su hermano Túpac Katari (Julián Apaza) y su cuñada Bartolina Sisa, una de las rebeliones más extensas contra el Imperio español en Charcas.

## Trayectoria

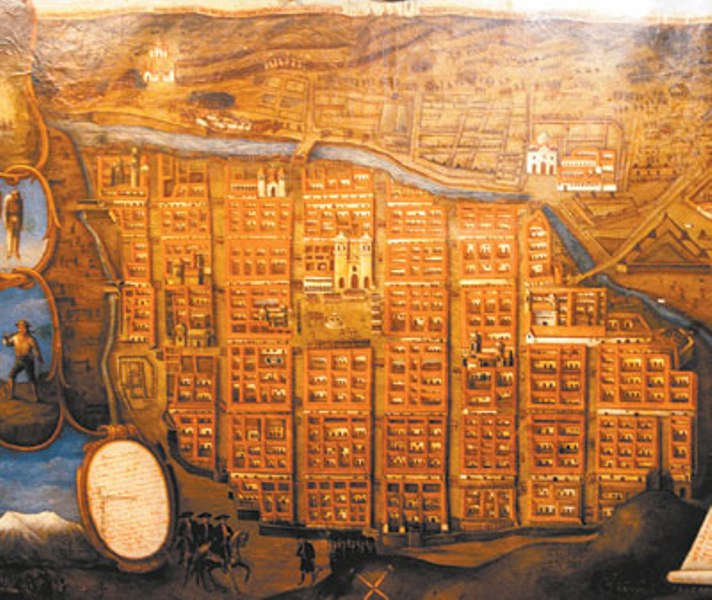
La Paz rodeada por indígenas dirigidos por Túpac Katari en 1781.

Hija de Nicolás Apaza y Marcela Nina, estuvo casada con Alejandro Pañuni, también estuvo vinculada sentimentalmente a Andrés Túpac Amaru, sobrino de Túpac Amaru II, líder de la rebelión Inca en Perú.
Acompañó a Andrés Túpac Amaru en el Sitio de Sorata en mayo de 1781. La ciudad fue fuertemente defendida por el coronel español José Pinedo y el corregidor Gregorio Santalla, ambos fueron asesinados mientras se reunían con Amaru para negociar la paz de la región. Sorata quedó entonces al mando de Manuel Santalla mientras Gregoria Apaza se dirigió a Huarina donde reclutó mayor cantidad de indígenas para su campaña.
Las aguas que bajaban de la montaña Illampu fueron cortadas por una presa construida por los indígenas, cuando hubo suficiente agua almacenada se abrió la presa y el agua fue a dar contra las defensas de Sorata el 5 de agosto de 1781. Aquella tarde Gregoria entró a caballo hasta la plaza principal de la ciudad, se sentó junto a Andrés Tupac Amaru y juntos comenzaron a sentenciar a todos los españoles y criollos que vivían allí.
Controlada la región por los indígenas, el ejército de Amaru y Apaza se dirigió a apoyar el cerco a la ciudad  de La Paz.
Alejandro Pañuni, su esposo, desapareció en batalla.

## Cerco a La Paz
El hermano de Gregoria, que había tomando el nombre de Túpac Katari tenía rodeada la ciudad de La Paz desde el 13 de marzo de 1781 pero tuvo que retirar a sus fuerzas el 30 de junio ante la llegada de un ejército español al mando de Ignacio Flores. 
El ejército de Flores dejó la ciudad el 5 de agosto sin poder derrotar a los indígenas completamente por lo que el sitio de La Paz se reanudó a los pocos días. Para esta ocasión ya comandaban Túpac Katari desde su campamento de Pampahasi y Andrés Túpac Amaru desde su campamento en La Ceja.
Ambos líderes indígenas tuvieron una relación tirante, dado que Amaru se sentía superior a Katari por descender de Túpac Amaru I, mientras que Katari no tenía orígenes de nobleza. Esta situación obligó a Gregoria hacerse cargo de la situación y coordinar todos los movimientos de la sublevación en ambos campamentos hasta que Andrés Túpac Amaru dejó al región el 29 de septiembre respondiendo al llamado de Diego Cristóbal Túpac Amaru. Dejó a cargo de sus fuerzas a Miguel Bastidas y nunca más se llegaría a encontrar con Gregoria.
El 5 de octubre Gregoria Apaza tuvo la osadía de cabalgar hasta el barrio de San Pedro, vestida de hombre, a gritos hizo un llamado a los indígenas que todavía servían a los españoles dentro de la ciudad y les pedía unirse a la sublevación.
El 17 de octubre llegó un ejército español con 7000 hombres al mando de José de Reseguín que logró liberar la ciudad de La Paz. Gregoria huyó hacia Peñas donde se había trasladado el ejército de Amaru, trató de convencerlos de continuar con la lucha pero los indígenas dejaron las armas y firmaron la paz en noviembre.
Gregoria Apaza fue arrestada y llevada como prisionera a la ciudad de La Paz. En su declaración manifestaba que no sabía leer ni escribir, se la interrogó con ayuda de un intérprete del idioma aymara.
Fue enjuiciada por el Oidor Francisco Tadeo Díez de Medina, condenada a la horca y ejecutada el 5 de septiembre de 1782 en La Paz junto a su cuñada Bartolina Sisa.